# Gunter Spieß
Gunter Spieß (* 14. September 1964 in Zwenkau) ist ein deutscher Schachspieler.

## Leben
Das Schachspielen lernte er im Alter von 13 Jahren. Vereinsschach spielte er bis 2010 in der 2. Bundesliga Ost für den SV Lok Leipzig-Mitte. Seit 2010 spielt er für den ESV Nickelhütte Aue, mit dem er in der Saison 2010/11 in der 1. Bundesliga spielte und seit der Saison 2011/12 erneut in der 2. Bundesliga aktiv ist.

## Erfolge
Im November 2006 gewann er das 1. Open BSG Chemie Leipzig, im Juli 2008 den 2. HEYFRA-Cup in Helbra, im August 2008 das 1. TuS-Coswig-1920-Open in Moritzburg und im November 2008 die 25. offene Döbelner Stadt-Einzelmeisterschaft. Im Mai 2009 gewann er das 16. VfB Leipzig Open und damit die sächsische Einzelmeisterschaft. Zusätzlich gewann er in der Saison 2008/09 die sächsische Schnellschach- und Blitzmeisterschaft.
Seit November 2008 trägt er den Titel Internationaler Meister. Die Normen hierfür erzielte bei der 8. Einzeleuropameisterschaft 2007 in Dresden, bei der ihm unter anderem ein Sieg gegen den Großmeister Dorian Rogozenco gelang sowie Remispartien unter anderem gegen Jan Smeets, Konstantine Schanawa und Ognjen Cvitan sowie in der Saison 2007/08 in der 2. Bundesliga Ost unter anderem mit einem Sieg gegen Wolfgang Uhlmann.